# 1928-as indianapolisi 500
A 16. alkalommal megrendezett Indianapolisi 500 mérföldes versenyt 1928. május 30-án rendezték meg.
| Helyezés | Rajthely | Rajtszám | Versenyző       | Qual    | Rank | Körök száma | Élen | Kiesés oka   |
| -------- | -------- | -------- | --------------- | ------- | ---- | ----------- | ---- | ------------ |
| 1        | 13       | 14       | Lou Meyer       | 111.352 | 17   | 200         | 19   | Running      |
| 2        | 8        | 28       | Lou Moore       | 113.826 | 8    | 200         | 0    | Running      |
| 3        | 12       | 3        | George Souders  | 111.444 | 16   | 200         | 9    | Running      |
| 4        | 10       | 15       | Ray Keech       | 113.421 | 10   | 200         | 0    | Running      |
| 5        | 15       | 22       | Norman Batten   | 106.585 | 21   | 200         | 0    | Running      |
| 6        | 5        | 7        | Babe Stapp      | 116.887 | 5    | 200         | 7    | Running      |
| 7        | 20       | 43       | Billy Arnold    | 111.926 | 12   | 200         | 0    | Running      |
| 8        | 14       | 27       | Fred Frame      | 107.501 | 20   | 200         | 0    | Running      |
| 9        | 9        | 25       | Fred Comer      | 113.690 | 9    | 200         | 0    | Running      |
| 10       | 4        | 8        | Tony Gulotta    | 117.031 | 4    | 200         | 35   | Running      |
| 11       | 7        | 24       | Louis Schneider | 114.036 | 7    | 200         | 0    | Running      |
| 12       | 23       | 12       | Dave Evans      | 108.264 | 19   | 200         | 0    | Running      |
| 13       | 28       | 29       | Henry Kohlert   | 93.545  | 29   | 180         | 0    | Flagged      |
| 14       | 17       | 23       | Deacon Litz     | 106.213 | 23   | 161         | 0    | Flagged      |
| 15       | 21       | 39       | Jimmy Gleason   | 111.708 | 13   | 195         | 55   | Magneto      |
| 16       | 18       | 5        | Cliff Durant    | 99.990  | 26   | 175         | 0    | Supercharger |
| 17       | 11       | 33       | Johnny Seymour  | 111.671 | 14   | 170         | 0    | Supercharger |
| 18       | 24       | 6        | Earl Devore     | 109.810 | 18   | 161         | 0    | Crash T1     |
| 19       | 1        | 4        | Leon Duray      | 122.391 | 1    | 133         | 64   | Overheating  |
| 20       | 16       | 38       | Sam Ross        | 106.572 | 22   | 132         | 0    | Timing gears |
| 21       | 27       | 26       | Ira Hall        | 96.886  | 27   | 115         | 0    | Crash T1     |
| 22       | 19       | 32       | Peter Kreis     | 112.906 | 11   | 73          | 0    | Rod bearing  |
| 23       | 2        | 10       | Cliff Woodbury  | 120.418 | 2    | 55          | 0    | Timing gears |
| 24       | 6        | 16       | Ralph Hepburn   | 116.354 | 6    | 48          | 0    | Timing gears |
| 25       | 29       | 1        | Wilbur Shaw     | 100.956 | 25   | 42          | 0    | Timing gears |
| 26       | 26       | 18       | Benny Shoaff    | 102.409 | 24   | 35          | 0    | Crash T1     |
| 27       | 25       | 41       | C. W. Belt      | 96.026  | 28   | 32          | 0    | Szelepek     |
| 28       | 3        | 21       | Cliff Bergere   | 119.956 | 3    | 7           | 0    | Supercharger |
| 29       | 22       | 34       | Russ Snowberger | 111.618 | 15   | 4           | 11   | Supercharger |